# Eddie Griffin (basket-ball)
Pour les articles homonymes, voir Griffin.
Eddie Jamal Griffin, né le 30 mai 1982 à Philadelphie en Pennsylvanie et mort le 17 août 2007 à Houston au Texas, est un joueur américain de basket-ball.

## Biographie

### Carrière universitaire
Eddie Griffin se fait remarquer dès son passage à la Roman Catholic High School de Philadelphie, où il est nommé Parade Magazine's National Player of the Year. Il est élu dans l'équipe-type du championnat des high schools (McDonald's All-American Team), et mène son école vers le titre de la Philadelphia Catholic League lors de sa troisième année.
Eddie Griffin est considéré comme un des meilleurs éléments entrant dans le championnat universitaire pour la saison 2000-2001. Il rejoint les Pirates de la Seton Hall University, et dès sa première année se constitue une moyenne de 17,8 points, 10,8 rebonds et 4,4 contres par match. Il est nommé Freshman of the Year par l'hebdomadaire The Sporting News, mais se fait également remarquer par sa mauvaise conduite. En janvier 2001, Griffin se bat avec l'un de ses partenaires, et cet incident met toute la saison des Pirates à l'eau. Griffin quitte l'université après sa première année et se présente à la Draft 2001 de la NBA.

### Carrière NBA
Malgré ses excellentes performances sur le plan sportif, une certaine méfiance à l'égard de son caractère vaut à Griffin de n'être drafté qu'à la 7e position par les Nets du New Jersey. Il est immédiatement envoyé aux Rockets de Houston en échange de Jason Collins, Brandon Armstrong et des droits de draft de Richard Jefferson.
Durant sa saison rookie, en 2001-2002, Griffin participe à 73 matches, étant titularisé à 24 reprises. Il se forge une moyenne par match de 8,8 points, 5,7 rebonds et 1,8 contre (13e de la NBA dans cette catégorie). La saison suivante est de la même veine, avec 8,6 points, 6 rebonds et 1,44 contre par match.
Cependant, Eddie Griffin connaît des problèmes d'alcoolisme, et les revers commencent à s'accumuler en 2003-2004. En décembre 2003, alors qu'il n'a pas encore participé à un seul match, il est mis à la porte des Rockets après avoir manqué des entraînements et un vol avec l'équipe. Griffin signe alors un contrat avec les Nets en janvier 2004, mais manque l'intégralité de la saison, entrant dans un centre pour suivre une cure de désintoxication.
Avant la saison 2004-2005, Griffin signe un contrat d'un an avec les Timberwolves du Minnesota. Durant cet exercice, son apport sur le terrain est semblable à celui de ses deux premières saisons (7,5 points, 6,5 rebonds et 1,7 contre par match). Les Timberwolves le signent alors pour 3 ans. Griffin connaît durant la saison 2005-2006 une baisse de régime. Sa moyenne par match tombe à 4,6 points et 5,6 rebonds. Il signe cependant sa meilleure moyenne aux contres en carrière (2,1 par match).
En mars 2007, alors qu'il n'a participé qu'à 13 matches de la saison en cours, les Timberwolves mettent Griffin à la porte, fatigués de son attitude et de son comportement en dehors du terrain.

### Décès
Eddie Griffin est décédé des suites d'un accident de voiture survenu le 17 août 2007 vers 1h30 du matin, à Houston (Texas). Le rapport de police indique que le conducteur du SUV  traversa un passage à niveau, ignorant un signal routier l'interdisant. La voiture percuta un train, et prit ensuite feu. Le corps de Griffin, gravement brûlé, fut tiré de la voiture sans être reconnu. Le joueur fut identifié grâce à un examen dentaire. L'absence de marques de freinage sur la chaussée et de toute preuve que Griffin tenta de freiner amena les enquêteurs à considérer l'accident comme un suicide.
L'ancien entraîneur des Timberwolves du Minnesota, Dwane Casey dit qu'il n'avait pas parlé à Griffin depuis cinq ou six mois, mais savait que celui-ci tentait de retrouver sa forme pour jouer en Europe la saison suivante.

## Troubles en dehors du terrain
Dès le lycée, Griffin est impliqué dans une bagarre avec un équipier lors de sa dernière année à la Roman Catholic High School, et mis hors de l'établissement par la force. Il reçut cependant son diplôme, un mois après la remise officielle des diplômes (graduation), contrairement à son équipier, qui fut renvoyé.
À Seton Hall University, la rumeur dit qu'il s'est à plusieurs reprises mesuré à ses équipiers, verbalement ou physiquement.
En février 2004, il fut accusé d'avoir frappé et tiré dans la direction de son ex-petite amie.
Le 30 mars 2006, Griffin est impliqué dans un accident de voiture assez étrange. Des témoins et ses amis font état que Griffin regardait un film pornographique et se masturbait en conduisant. Après l'accident, Griffin entra dans un magasin proche. La vidéo enregistrée par la caméra de sécurité montre Griffin répétant sans cesse qu'il était ivre, qu'il n'avait pas de permis de conduire, et proposait à la personne dont il avait abimé le véhicule de lui repayer une voiture si celle-ci n'appelait pas la police. La police arriva finalement, mais ne fit passer au basketteur aucun test d'alcoolémie. Une enquête a par la suite été menée pour déterminer si les policiers n'avaient pas respecté la procédure habituelle du fait de la célébrité de Griffin.

## Statistiques

### Universitaires
| Saison    | Matches | Minutes | % shoots | % 3 points | % lancers francs | Rebonds | Assists | Steals | Contres | Turnovers | Fautes | Points |
| --------- | ------- | ------- | -------- | ---------- | ---------------- | ------- | ------- | ------ | ------- | --------- | ------ | ------ |
| 2000-2001 | 30      | 32,6    | 42,9     | 32,0       | 73,4             | 10,8    | 1,6     | 0,9    | 4,4     | 2,2       | 2,4    | 17,8   |

### NBA
| Saison    | Équipe                                | Matches                    | Minutes                    | % shoots                   | % 3 points                 | % lancers francs           | Rebonds                    | Assists                    | Steals                     | Contres                    | Turnovers                  | Fautes                     | Points                     |
| --------- | ------------------------------------- | -------------------------- | -------------------------- | -------------------------- | -------------------------- | -------------------------- | -------------------------- | -------------------------- | -------------------------- | -------------------------- | -------------------------- | -------------------------- | -------------------------- |
| 2001-2002 | Rockets de Houston                    | 73                         | 26,0                       | 36,6                       | 33,0                       | 74,4                       | 5,7                        | 0,7                        | 0,2                        | 1,8                        | 0,6                        | 1,6                        | 8,8                        |
| 2002-2003 | Rockets de Houston                    | 77                         | 24,5                       | 40,0                       | 33,3                       | 61,7                       | 6,0                        | 1,1                        | 0,7                        | 1,4                        | 1,0                        | 1,8                        | 8,6                        |
| 2003-2004 | Rockets de Houston Nets du New Jersey | Ne participe à aucun match | Ne participe à aucun match | Ne participe à aucun match | Ne participe à aucun match | Ne participe à aucun match | Ne participe à aucun match | Ne participe à aucun match | Ne participe à aucun match | Ne participe à aucun match | Ne participe à aucun match | Ne participe à aucun match | Ne participe à aucun match |
| 2004-2005 | Timberwolves du Minnesota             | 70                         | 21,3                       | 38,7                       | 32,8                       | 71,8                       | 6,5                        | 0,8                        | 0,3                        | 1,7                        | 0,8                        | 1,7                        | 7,5                        |
| 2005-2006 | Timberwolves du Minnesota             | 70                         | 19,4                       | 35,1                       | 19,5                       | 59,5                       | 5,6                        | 0,6                        | 0,2                        | 2,1                        | 0,6                        | 1,8                        | 4,6                        |
| 2006-2007 | Timberwolves du Minnesota             | 13                         | 7,0                        | 25,9                       | 0,0                        | 80,0                       | 1,9                        | 0,3                        | 0,0                        | 0,5                        | 0,5                        | 0,6                        | 1,4                        |
| Total     | Total                                 | 303                        | 22,2                       | 37,7                       | 31,5                       | 67,0                       | 5,8                        | 0,8                        | 0,3                        | 1,7                        | 0,7                        | 1,7                        | 7,2                        |

## Records sur une rencontre en NBA
Les records personnels d'Eddie Griffin en NBA sont les suivants, :
| Type de statistique        | Saison régulière | Saison régulière            | Saison régulière |
| Type de statistique        | Record           | Adversaire                  | Date             |
| -------------------------- | ---------------- | --------------------------- | ---------------- |
| Points                     | 27               | @ 76ers de Philadelphie     | 8 décembre 2004  |
| Paniers marqués            | 10               | 4 fois                      | 4 fois           |
| Paniers tentés             | 21               | 2 fois                      | 2 fois           |
| Paniers à 3 points réussis | 7                | @ 76ers de Philadelphie     | 8 décembre 2004  |
| Paniers à 3 points tentés  | 15               | @ 76ers de Philadelphie     | 8 décembre 2004  |
| Lancers francs réussis     | 5                | 3 fois                      | 3 fois           |
| Lancers francs tentés      | 9                | SuperSonics de Seattle      | 28 décembre 2005 |
| Rebonds offensifs          | 6                | 5 fois                      | 5 fois           |
| Rebonds défensifs          | 13               | 2 fois                      | 2 fois           |
| Rebonds totaux             | 18               | Trail Blazers de Portland   | 15 janvier 2005  |
| Passes décisives           | 5                | 2 fois                      | 2 fois           |
| Interceptions              | 3                | 3 fois                      | 3 fois           |
| Contres                    | 8                | @ Jazz de l'Utah            | 5 décembre 2005  |
| Balles perdues             | 5                | @ Timberwolves du Minnesota | 21 décembre 2002 |
| Minutes jouées             | 53               | Grizzlies de Memphis        | 19 avril 2006    |

- Double-double : 27
- Triple-double : 0